# カメイ美術館

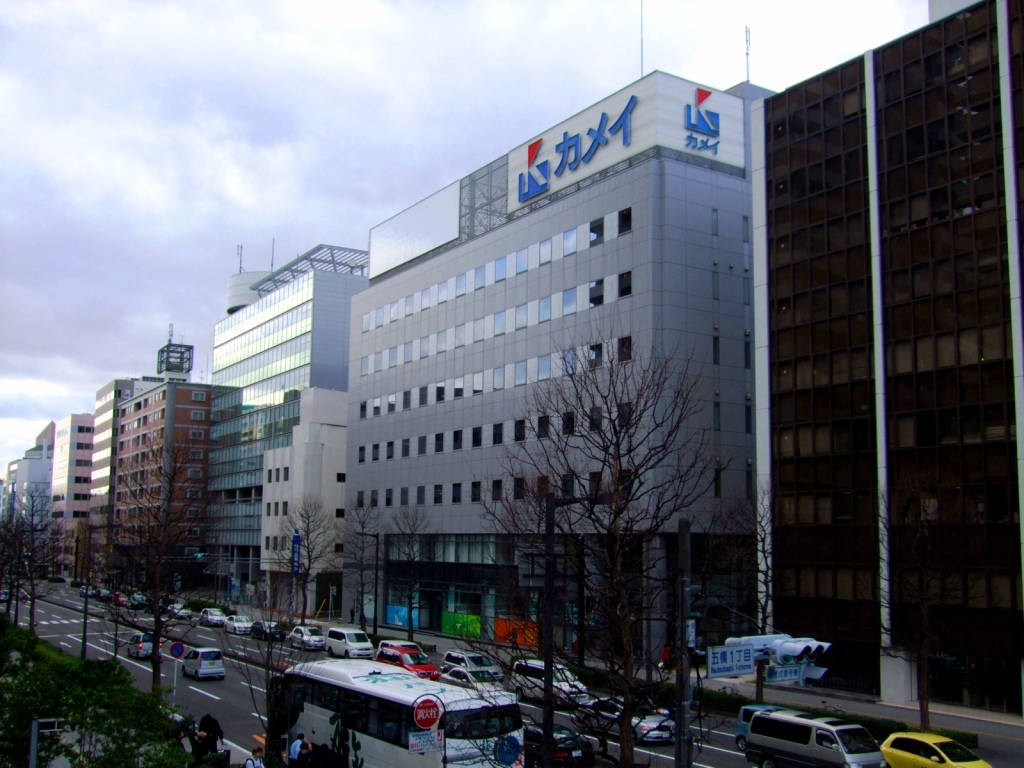
カメイ美術館が入居するカメイ五橋ビル

カメイ美術館（カメイびじゅつかん）とは宮城県仙台市青葉区五橋に所在する展示施設。愛称はギャラリーkupukupu。旧名称は「カメイ記念展示館」。
主な展示物はカメイから寄贈・寄託された絵画や彫刻作品の他に、前カメイ会長でカメイ社会教育振興財団理事長の亀井文蔵の蝶コレクションや、前カメイ社長でカメイ社会教育振興財団理事の亀井昭伍のこけしコレクションの一部が展示されている。

## 歴史
仙台を拠点とする総合商社カメイの創業90周年を記念して設立された財団法人カメイ社会教育振興財団の事業の一環として、生涯学習と社会教育の振興を目的に1994年9月7日にカメイ五橋ビルの6階と7階部分にカメイ記念展示館を開館した。
2011年11月にカメイ美術館に名称を変更した。

## 展示物

### 蝶
16万頭を超える亀井文蔵の蝶コレクションの内、約4000種14000頭が展示されており、標本が世界で3頭しか存在しないメスのアロッティトリバネアゲハも日本で唯一収蔵・展示されている。蝶の標本の他にも甲虫類の標本1300頭や、100種類以上の蝶の翅を使用して作られた「宇宙賛歌」が展示されている。

### こけし
亀井昭伍が戦前の有名工人の古作こけしを中心に収集したこけしコレクションの一部が展示されている他、こけしの絵付け体験が催されている。

### 絵画・彫刻
カメイが収集し社長室などに展示されていた絵画や彫刻作品が寄贈・寄託され展示されている。浅井忠、安井曾太郎、藤田嗣治といった日本の近現代の具象絵画を中心に、洋画や日本画、水墨画、彫刻などが展示されている。

## アクセス
- 鉄道
  - JR仙台駅から徒歩約10分
  - 仙台市地下鉄南北線五橋駅から徒歩約3分